# Jebusaea hammerschmidtii
Jebusaea hammerschmidtii là một loài bọ cánh cứng trong họ Cerambycidae.